# Sati (nữ thần)
Satī (Pron:ˈsʌti:) (Devnagri: सती, IAST: satī), cũng gọi là Dakshayani (Devanagari: दाक्षायणी, IAST: dākṣāyaṇī), là một nữ thần hạnh phúc và hôn nhân và tuổi thọ Hindu. Một khía cạnh của Adi Parashakti, Dakshayani là phối ngẫu đầu tiên của Shiva, phần thứ hai là Parvati, hóa thân của Sati mình.
Trong truyền thuyết Hindu, cả Sati và Parvati liên tục đóng vai trò đưa Shiva xa cách ly khổ hạnh vào sự tham gia sáng tạo trên thế giới. Hành vi của Sati, trong đó một góa phụ Hindu hy sinh bản thân mình trên giàn hỏa táng của chồng như một hành động tột bậc của sự thủy chung và sự tận tâm, được lấy theo khuôn mẫu được vị nữ thần này thực hiện để nêu cao danh dự của chồng bà.